# Ruinside
Ruinside war eine finnische Thrash- und Power-Metal-Band aus Tampere, die 2005 gegründet wurde und sich 2015 auflöste.

## Geschichte
Die Band wurde 2005 von Johnny „Hornanvasara“ Kylätie und Kimmo „Rihmis“ Jankkari gegründet, nachdem sich ihre Bands The Unblessed bzw. Ferocity aufgelöst hatten. Beide waren per Internet über Muusikoiden.net in Kontakt gekommen. Anfänglich spielte Kylätie die E-Gitarre, Jankkari spielte die E-Gitarre und übernahm den Gesang und am Bass war eine weitere Person namens Teemu Lehtiö tätig. Die ersten Proben – die allererste im Sommer 2005 – fanden ohne Schlagzeuger statt, stattdessen wurden MIDI-Dateien von einem Computer abgespielt. Verschiedene Schlagzeuger bewarben sich, jedoch entsprach keiner den Vorstellungen der Bandmitglieder, sodass sich Kylätie entschied, zu diesem Instrument zu wechseln. Als Sänger kam Erkki Seppänen hinzu. Nach einer Anzeige auf Muusikoiden.net wurde Seppo „Zeppo“ Kolehmainen als weiterer Gitarrist aufgenommen. Nachdem die Besetzung in den folgenden Jahren mehrfach Veränderungen unterworfen war, fand sich 2010 eine stabile Besetzung. Daraufhin erschien 2012, nach zwei Demos und zwei EPs, über Mighty Music das Debütalbum The Hunt. Nach der Veröffentlichung ging es auf Tournee durch Dänemark, Spanien, Belgien, Deutschland und Finnland. Zu drei verschiedenen Liedern des Albums wurden zudem Musikvideos erstellt. Kurz nach der Veröffentlichung des Albums verstarb der Bassist Lauri Aitonurmi bei einem Autounfall. Nach ein paar Monaten, in denen die Mitglieder über die weitere Zukunft der Band berieten, entschied man sich schließlich, nach einem neuen Bassisten zu suchen, der nach zwei Monaten in Person von Pirkka Birkstedt gefunden wurde. Wieder komplett, begannen Ende 2013 die Arbeiten zum zweiten Album. Die Aufnahmen wurden im Frühling 2014 beendet. Das Album erschien 2014, ebenfalls über Mighty Music, unter dem Namen 10 Forms of Dominion. Anfang 2015 gab die Band ihre Auflösung bekannt, jedoch schloss man eine spätere Reaktivierung nicht aus.

## Stil
Ronny Bittner vom Rock Hard stellte auf The Hunt melodischen Thrash Metal fest, wobei ein fließender Übergang zum harten Power Metal vorhanden sei. Seiner Meinung nach klingt der Sänger „Toni Salminen wie eine gröhligere [sic] (und schwächere) Variante von Rage-Fronter Peavy Wagner“. Manche Songs kämen ohne Thrash-Metal-Elemente aus, würden jedoch Chorgesänge wie bei Grave Digger beinhalten. Gelegentlich kämen auch Celli, Violinen und Keyboards zum Einsatz. Das Album sei für Fans von Iced Earth, Morgana Lefay oder Rage geeignet. Walter von Metal.de stellte fest, dass das Thema „Jagd“ ein immer wiederkehrendes Thema des Albums ist, wobei die Musik „in atmosphärischer feiner Weise und mit gelegentlichen Ausflügen in symphonische Gefilde“ dargeboten werde. Geboten werde sowohl melodischer Thrash Metal als auch „massiver“ Power Metal. In den Songs verarbeite die Band zeitweise auch melancholische Passagen und dem schwedischen Metal entlehnte Elemente. Der Gesang sei „raukehlig“ und erinnere mehrfach an den von Morgana-Lefay-Sänger Charles Rytkönen und auch die verwendeten Riffs würden teilweise an diese Gruppe erinnern. Insgesamt gebe sich Ruinside heftiger als diese Band. Verfalle die Gruppe in einen groovenden Thrash-Metal-Anteil, so lasse dies Parallelen zu Bands wie Forbidden, Perzonal War, Face Down Hero, Channel Zero, Cyclone Temple und Wrathchild America erkennen. In einer späteren Rock-Hard-Ausgabe rezensierte Thomas Kupfer 10 Forms of Dominion und bezeichnete die Musik ebenfalls als melodischen Thrash Metal, der durch Gruppen wie Toxik, Annihilator und Helstar beeinflusst klinge. Die Gruppe gehe dabei jedoch deutlich weniger rifflastig und variabel vor, weshalb man sich des Öfteren dem Power Metal annähere.

## Diskografie
- 2005: Demo (Demo, Eigenveröffentlichung)
- 2006: Void of Horror (Demo, Eigenveröffentlichung)
- 2008: To Only Kill for Sport (EP, Eigenveröffentlichung)
- 2009: Rise Up! …to Extermination? (EP, Eigenveröffentlichung)
- 2012: The Hunt (Album, Mighty Music)
- 2014: 10 Forms of Dominion (Album, Mighty Music)